# Jylänki
Jylänki är en sjö i kommunen Suonenjoki i landskapet Norra Savolax i Finland. Sjön ligger 102,9 meter över havet. Den är 14 meter djup. Arean är 2,6 kvadratkilometer och strandlinjen är 11,66 kilometer lång. Sjön  ingår i Vuoksens huvudavrinningsområde.   Den ligger omkring 35 kilometer söder om Kuopio och omkring 300 kilometer norr om Helsingfors. 
I sjön finns ön Matikkaluoto, Isosaari och Pienisaari.